# Mellissius eudoxus
Mellissius eudoxus är en skalbaggsart som beskrevs av Thomas Vernon Wollaston 1877. Mellissius eudoxus ingår i släktet Mellissius och familjen Dynastidae. Inga underarter finns listade i Catalogue of Life.